# Tommaso Perelli
Tommaso Perelli (Firenze, 21 giugno 1704 – Arezzo, 5 ottobre 1783) è stato un astronomo italiano.

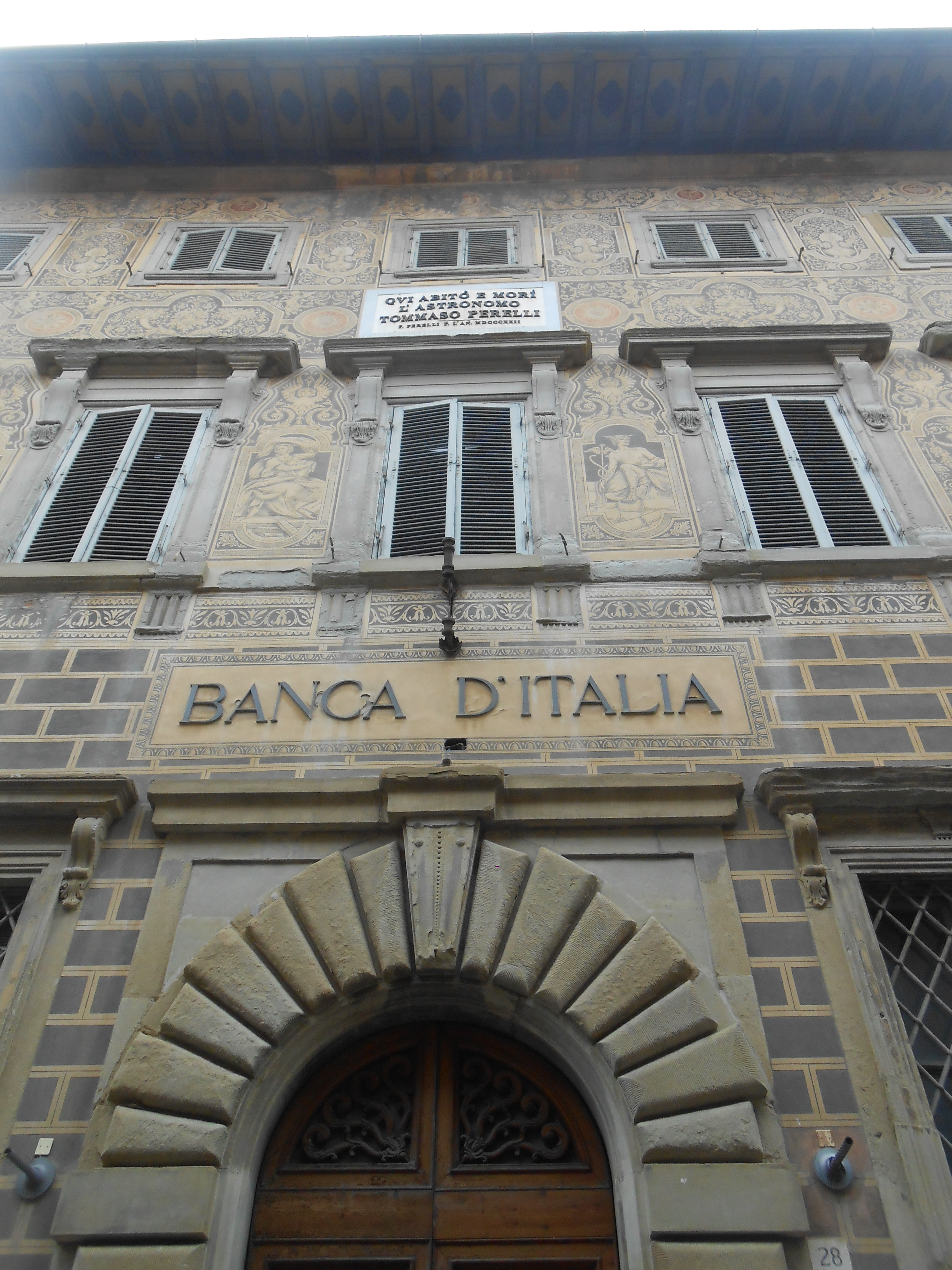
casa di Tommaso Perelli e sede banca d'Italia ad Arezzo

Appartenente ad una famiglia della nobiltà aretina, fu avviato dal padre agli studi giuridici nell'Università di Pisa dopo aver ultimato gli studi di belle lettere presso i Gesuiti di Firenze. L'abate Guido Grandi, che vi insegnava la matematica, lo indirizzò, tuttavia, verso gli studi scientifici per i quali Perelli sembrava avere uno spiccato talento. Alla morte del padre lasciò definitivamente il diritto e si laureò in fisica e medicina.
Recatosi a Bologna, si dedicò in quell'Università a studi di astronomia e di medicina, passando in seguito a quella di Padova, dove coltivò le lettere greche. Chiamato dal governo toscano a ricoprire la cattedra di astronomia nell'Università di Pisa nel 1739, raggiunse notevole reputazione come astronomo e come esperto di questioni idrauliche. Individuò per primo nella collina di Arcetri, vicino alla Villa Il Gioiello, il luogo ideale per compiere osservazioni astronomiche.
Massone, fu membro della loggia inglese di Firenze.

## Opere

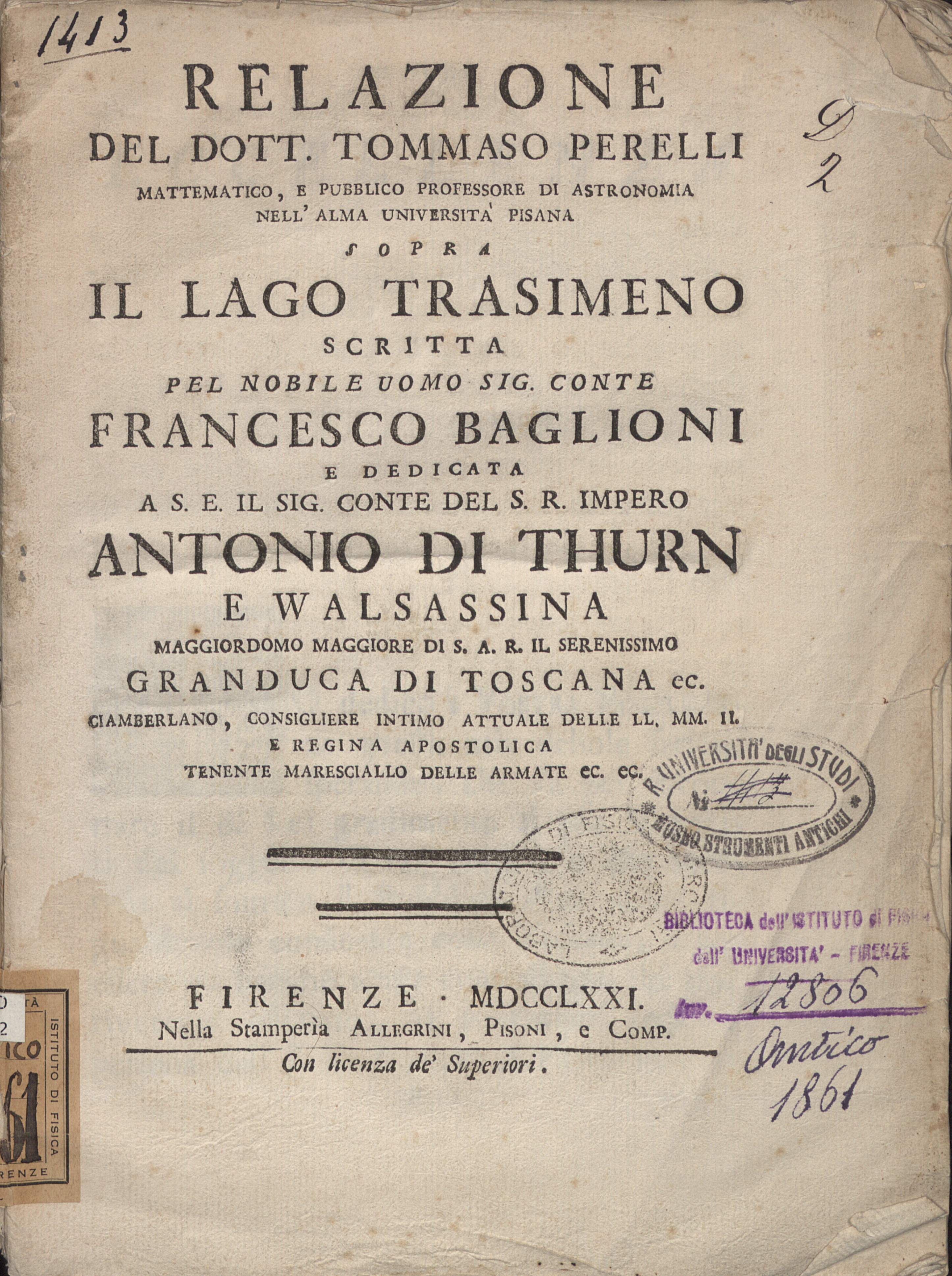
Relazione del dott. Tommaso Perelli mattematico (1771)

- Risposta al parere de' molto reverendi padri Seur e Jacquier sopra i diversi progetti per il regolamento delle acque delle tre provincie di Bologna, Ferrara e Romagna, In Firenze, appresso Andrea Bonducci, 1765.
- Relazione del dott. Tommaso Perelli mattematico, ... sopra il lago Trasimeno scritta pel nobile uomo sig. conte Francesco Baglioni ..., Firenze, nella stamperia Allegrini, Pisoni, e comp., 1771.